# Wolfgang Gussmann

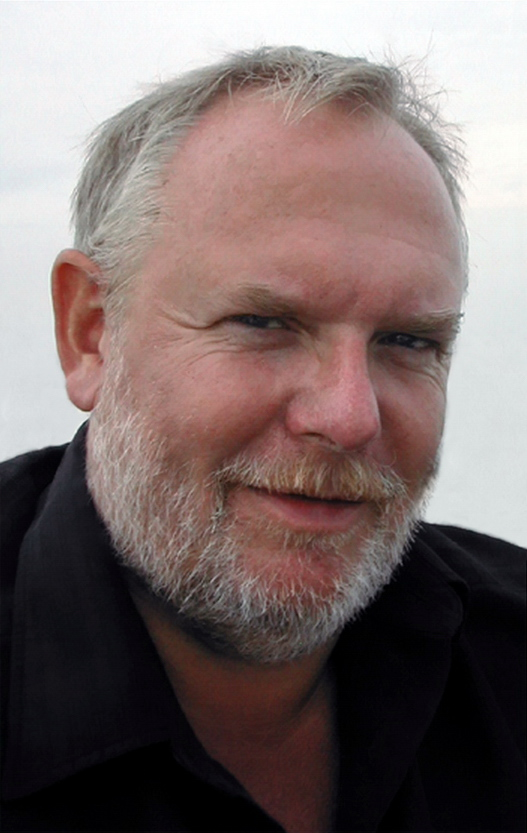
Wolfgang Gussmann (2006)

Wolfgang Gussmann (* 9. August 1952 in Oldenburg) ist ein deutscher Bühnen- und Kostümbildner.
Nach dem Abitur und einer zweijährigen Tätigkeit als Theatermaler an den Wuppertaler Bühnen wurde er im Januar 1975 vom Regisseur, Bühnen- und Kostümbildner Herbert Wernicke als persönlicher Assistent verpflichtet. Nach fast vierjähriger Zusammenarbeit (etwa 20 Assistenzen unter anderem an der Staatsoper Hamburg, dem Nationaltheater München, der Staatsoper Stuttgart, dem Schillertheater und der Deutschen Oper Berlin, den Schwetzinger Festspielen, dem Basler Theater, den Staatstheatern Kassel, Wiesbaden und Darmstadt) bekam er vom damaligen Intendanten Kurt Horres im Frühjahr 1979 eine erste eigenständige Ausstattung am Staatstheater Darmstadt. Mit Jürgen Kirchhoff erarbeitete er Blutsband von Athol Fugard.
Seitdem arbeitet Wolfgang Gussmann als freischaffender Bühnen- und Kostümbildner vor allem mit den Regisseuren Willy Decker und Andreas Homoki zusammen, viele gemeinsame Projekte gab es auch mit Harry Kupfer, Johannes Schaaf, Kathrin Prick und anderen.
Insgesamt erarbeitete er ca. 180 Gesamtausstattungen unter anderem mehrfach an der Staatsoper Wien, der Bayerischen Staatsoper München, der Hamburgischen Staatsoper, der Semperoper Dresden, der Staatsoper Stuttgart, der Deutschen Oper und der Komischen Oper in Berlin, der RuhrTriennale, bei den Salzburger Festspielen, der Leipziger Oper, den Opernhäusern Bastille und Chatelet in Paris, an De Nederlandse Opera in Amsterdam, der Mailänder Scala, am Opernhaus Zürich, in Florenz, Bologna, Venedig, Genua, Neapel, am Gran Teatre del Liceu in Barcelona und dem Teatro Real in Madrid sowie in Genf, Lyon, Montpellier, Sevilla, Oslo, Kopenhagen, Antwerpen und Brüssel, beim Santa Fe Opera Festival, der San Francisco Opera, dem Teatro Colon in Buenos Aires und der Metropolitan Opera New York.
Viele seiner Produktionen fanden Wiederaufnahmen in mehreren europäischen, amerikanischen und japanischen Opernhäusern.
Für die Ruhrtriennale 2009 bis 2011 fungierte Wolfgang Gussmann als Künstlerischer Berater des Intendanten Willy Decker.
Neben einigen Kritikerpreisen in Frankreich, Italien und Spanien wurde ihm für seine Verdienste um das kulturelle Leben in Frankreich im Jahre 2002 in Paris der Orden „Chevalier des Arts et des Lettres“ verliehen.